# Bollingen

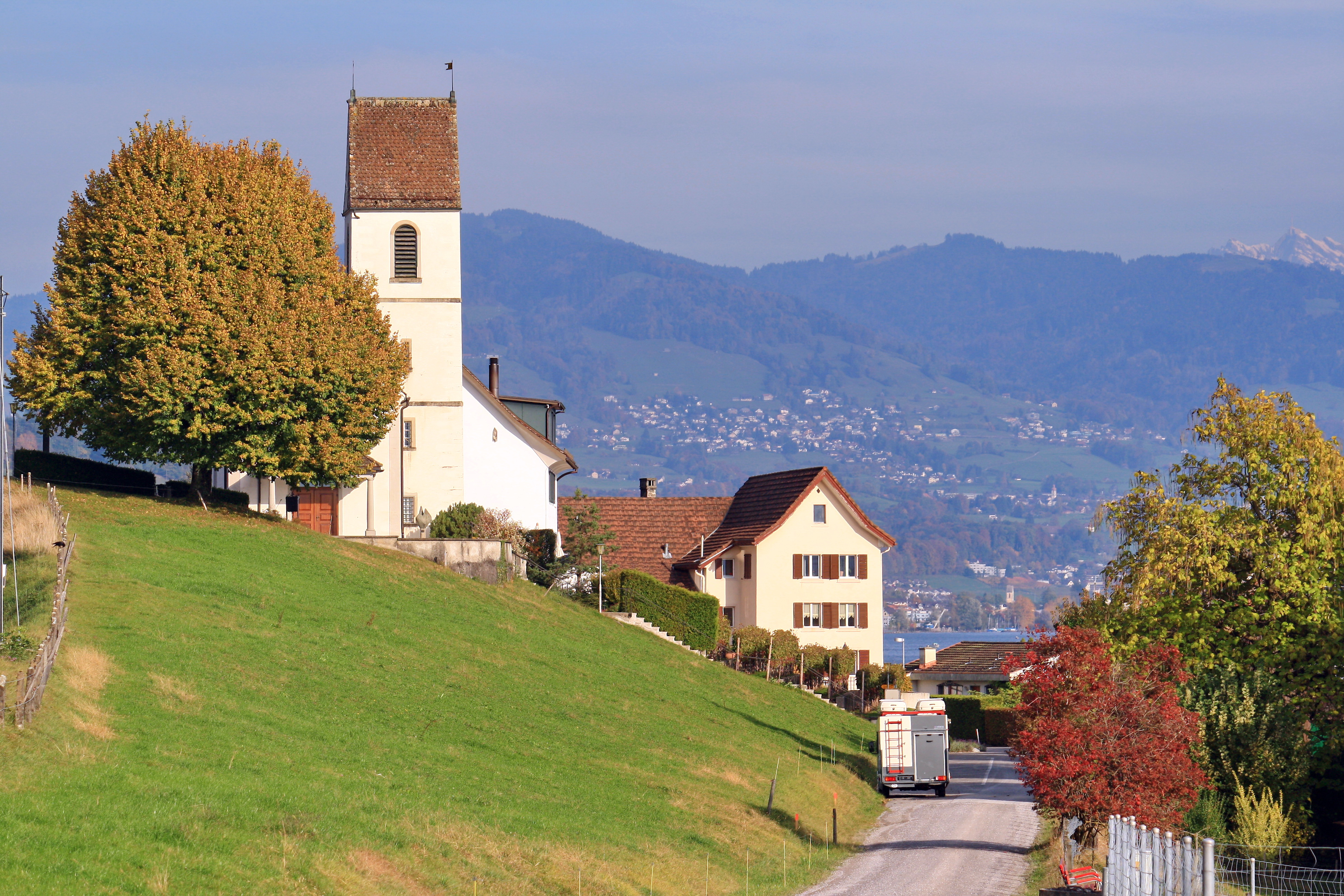
Bollingen, Schmerikon y Uznach al fondo (octubre de 2009).

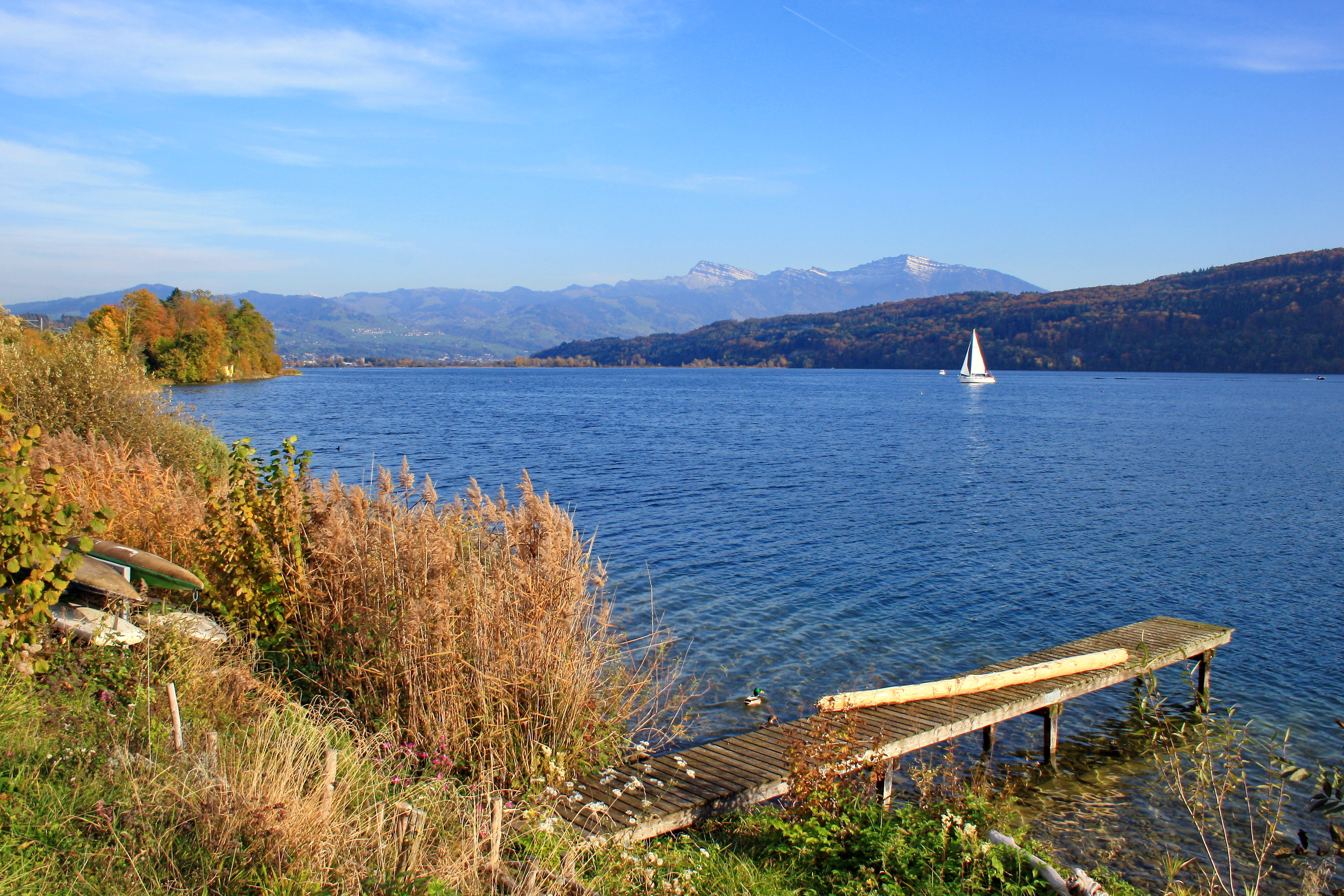
Obersee (Lago Zúrich superior) en Bollingen, Benken al fondo.

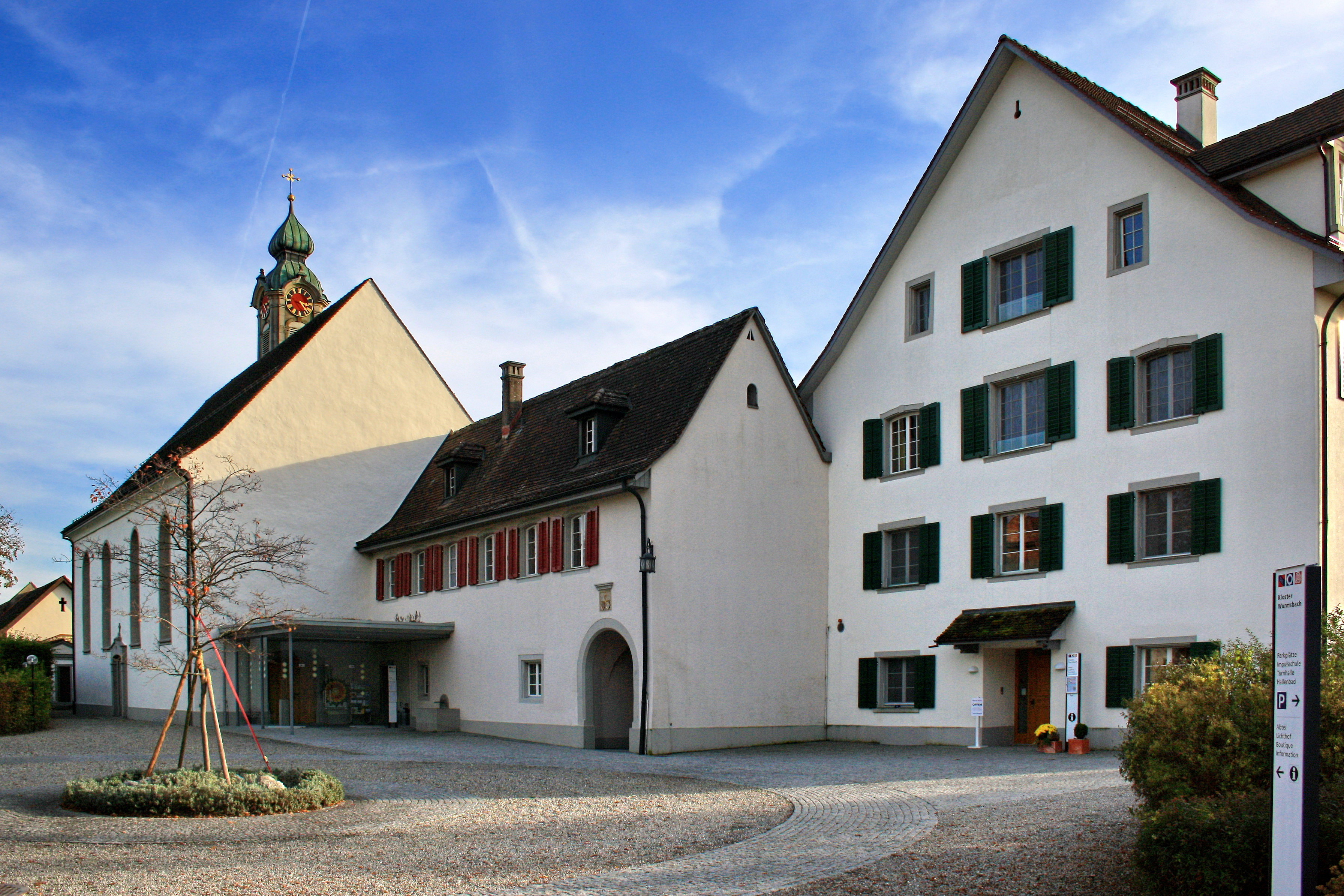
Mariazell Wurmsbach Abbey.

Bollingen es un pequeño pueblo cerca de Rapperswil, en el Cantón de Sankt Gallen, Suiza. Su ubicación se sitúa sobre la orilla norte de Lago de Zúrich y es parte del municipio de Jona.

## Descripción
Bollingen abarca aproximadamente 5000 metros a lo largo de la orilla norte de lago Zúrich, entre Jona y Schmerikon. Existe un alto de ferrocarril a mitad de camino entre la abadía y el pueblo, y un atracadero para el barco proveniente de Zúrich, pero aparte de restaurantes locales no existen establecimientos comerciales.

## Abadía
Resalta en el pueblo la Abadía de Wurmsbach (Wurmsbach Abbey), un convento de monjas Cisterciense fundada en 1261. En el presente las monjas controlan una escuela secundaria para muchachas.

## Torre de Bollingen
Bollingen es bien conocido como el lugar de retiro (aparentemente un pequeño castillo con varias torres) que C. G. Jung construyó dentro del pueblo sobre la orilla del lago. Durante gran parte de su vida Jung pasó varios meses al año viviendo en Bollingen, y aquí desarrolló la mayor parte de sus escritos, pintura y escultura. La residencia de Jung pertenece ahora a una familia de confianza, y no está disponible para visitas públicas.
Bollingen Foundation
En 1945, Paul Mellon y su esposa María Conover Mellon proporcionaron la financiación de la Bollingen Foundation, así denominada por la residencia de Jung en el pueblo. Las oficinas de la Fundación fueron ubicadas en la ciudad de Nueva York. Al principio la Fundación fue dedicada a la diseminación del trabajo de Jung, y ello tarde o temprano patrocinó la publicación de más de 250 volúmenes relacionados con la Bollingen Series. La Fundación también estableció el Bollingen Prize y los Bollingen Fellowships.